# 蒙城戰鬥
蒙城戰鬥發生於1938年5月1日──5月10日，地點是安徽蒙城一帶。是抗日戰爭主要戰鬥之一，交戰一方為守軍之國民革命軍，另一方則為日軍。戰鬥末了，日軍攻佔蒙城。